# François Sabin Duplessy
François Sabin Duplessy (parfois orthographié Duplessis), né à Bordeaux le 20 février 1733 et mort à Paris le 16 juin 1809, est un homme de lettres et botaniste français. Il fut le cofondateur et le secrétaire perpétuel de la Société académique des sciences de Paris.

## Biographie
François Sabin Duplessy est le fils de Claude François Duplessy-Michel et de Jeanne Françoise de Chazot, dite Madame Duplessy. Pendant la première partie de sa vie, il signe "Duplessy-Michel". 
Comme son père et son grand-père, il devient conseiller au Parlement de Bordeaux. Fâché avec sa mère à la suite de problèmes financiers liés à son héritage, il quitte Bordeaux pour le Médoc dans le domaine de Terrefort, héritée de son bisaïeul l'architecte Pierre Duplessy-Michel. Il se fait appeler seigneur de Terrefort et baron de Boisredon.
Il se marie en 1763 à Paris avec Élisabeth Demaucourt, fille de l'écuyer du duc de Richelieu, avec qui il aura quatre filles.
Résidant désormais dans la capitale, il est l'un des fondateurs de la Société académique des sciences, dont il restera secrétaire perpétuel jusqu'à sa mort. Il est connu pour avoir publié en 1802 un ouvrage de référence sur les végétaux résineux, ainsi que des mémoires, publiés dans le Journal du commerce, sur le raffinage des sucres et la plantation de la canne à sucre, un traité sur la culture des pins et une traduction des Mémoires de la Société médicale de Gênes. Une de ses lettres, écrite au docteur Guillemeau à Niort, vendue aux enchères en 2018, témoigne de son activité de critique au sein de la Société académique.
Duplessy est également membre d'autres sociétés savantes telles que la Société galvanique et de la Société de statistique, fondée en 1802. 
Il entre en juin 1803 dans la loge maçonnique parisienne L'Age d'Or.
Très affecté par le décès de son ami Charpentier de Cossigny, également membre de la Société académique, il meurt peu de temps après lui d'un "dépôt critique à la région occipitale". Sa notice nécrologique est lue pendant la séance du 17 septembre 1809.